# Reprezentacja Polski U-23 w piłce nożnej mężczyzn
Reprezentacja Polski U-23 w piłce nożnej – zespół piłkarski do lat 23, reprezentujący Rzeczpospolitą Polską w meczach i sportowych imprezach międzynarodowych, jest jednym z jedenastu młodzieżowych piłkarskich zespołów narodowych w kraju, powoływanym przez selekcjonera, w którym występować mogą wyłącznie zawodnicy posiadający obywatelstwo polskie. Reprezentacja U-23 jest bezpośrednim zapleczem dorosłej kadry. Za jej funkcjonowanie odpowiedzialny jest Polski Związek Piłki Nożnej (PZPN).
Od pewnego czasu jest ona jednocześnie kadrą olimpijską (zawodnicy w momencie rozpoczęcia igrzysk olimpijskich rocznikowo nie mogą przekroczyć 23. roku życia).

## Sukcesy
Podczas Igrzysk Olimpijskich w 1992 roku Olimpijska Reprezentacja Polski Janusza Wójcika zdobyła drugie miejsca. Była to de facto reprezentacja U-23 ze względu na ograniczenia UEFA.

## Trenerzy

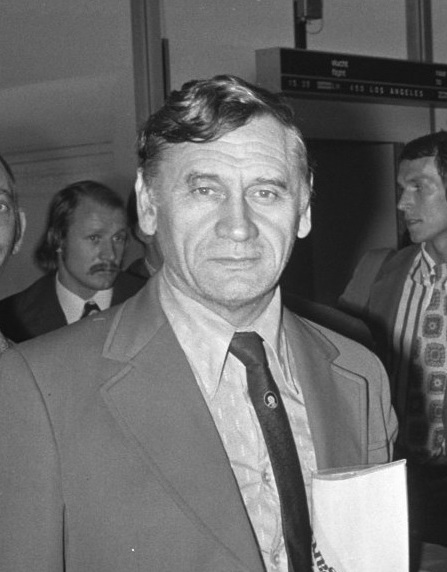
Kazimierz Górski - trener reprezentacji U-23 w latach 1966-71

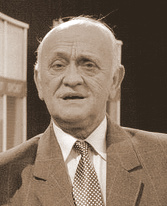
Andrzej Strejlau - trener reprezentacji U-23 w latach 1971-75

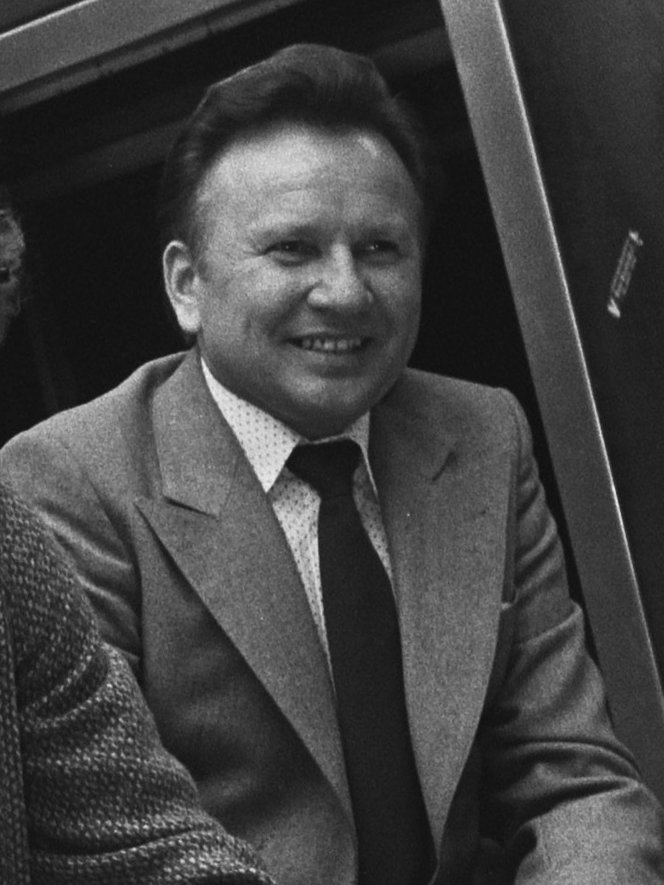
Ryszard Kulesza - trener reprezentacji U-23 w latach 1971 i 1971-75

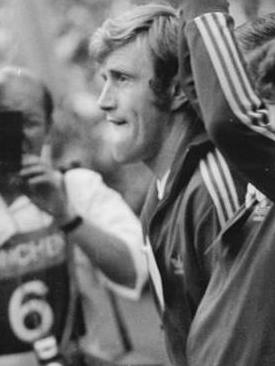
Jacek Gmoch - trener reprezentacji U-23 w 1975

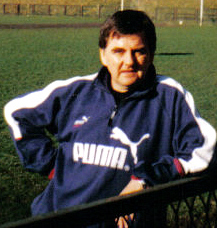
Edward Klejndinst - trener reprezentacji U-23 w 2005

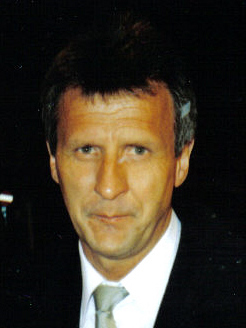
Stefan Majewski - trener reprezentacji U-23 w latach 2009-10 i 2011-12

| Lp.  | Imię i nazwisko                                           | Okres                 |
| 1.   | Kazimierz Górski                                          | 1.07.1966–30.06.1971  |
| 2.   | Andrzej Strejlau                                          | 30.06.1971–1975       |
| 3.   | Ryszard Kulesza (1. kadencja)                             | 1975                  |
| 4.   | Jacek Gmoch                                               | 1975                  |
| (3.) | Ryszard Kulesza (2. kadencja)                             | 31.07.1975–31.07.1978 |
| -    | brak, kadra nie istniała                                  | 31.07.1978–2005       |
| 5.   | Edward Klejndinst                                         | 2005                  |
| -    | brak, kadra nie istniała                                  | 2005–20.07.2009       |
| 6.   | Stefan Majewski (1. kadencja)                             | 20.07.2009–1.12.2010  |
| p.o. | Radosław Mroczkowski, Andrzej Dawidziuk (obaj tymczasowo) | 11.09.-29.10.2009     |
| 7.   | Andrzej Zamilski                                          | 2010–2011             |
| (6.) | Stefan Majewski (2. kadencja)                             | 2011–2012             |
| -    | brak, kadra rozwiązana                                    | 2012–obecnie          |